# Uwe Zenkner
Uwe Zenkner (* 8. Juli 1963) ist ein deutscher ehemaliger Fußballspieler, der in den 1980er Jahren in Weimar und Sondershausen im Zweitliga-Fußballbetrieb aktiv war.

## Sportliche Laufbahn
In der Saison 1983/84 bestritt Uwe Zenkner seine ersten Punktspiele in der zweitklassigen DDR-Liga, die er in der Saison-Rückrunde bei der BSG Motor Weimar absolvierte. In den acht Begegnungen wurde er sechsmal eingesetzt, blieb aber ohne Torerfolg. Er stand zwar fünfmal in der Startelf, wo er sowohl im Sturm als auch im Mittelfeld spielte, war aber nur zweimal über die volle Spieldauer auf dem Platz. 
Anschließend gab die BSG Motor Zenkner an die BSG Glückauf Sondershausen ab, die ebenfalls in der DDR-Liga vertreten war. In seiner ersten Saison in Sondershausen war Zenkner 1984/85 als rechter Mittelfeldspieler gesetzt, bestritt 28 der 34 Punktspiele und erzielte am letzten Spieltag sein erstes DDR-Liga-Tor. Zur Saison 1985/86 erhielt die BSG Glückauf mit Siegmar Menz einen neuen Trainer. Dieser experimentierte anfangs mit Zenkner als Einwechselspieler, erst vom 8. Spieltag ließ er ihn als Linksaußenstürmer in elf aufeinanderfolgenden Ligarunden spielen. Danach war Zenkner wieder für vier Einsätze zur Aushilfe vorgesehen, erst bei den letzten vier Punktspielen wurde er im Mittelfeld eingesetzt, bei denen er nach seinem ersten Saisontor am 14. Spieltag zwei weitere Tore folgen ließ. Am Ende war er auf 24 Ligaeinsätze gekommen. Die Spielzeit 1986/87 verlief für Zenkner zunächst wieder positiv. Er wurde einigermaßen regelmäßig wie gewohnt im Mittelfeld aufgeboten, fiel aber, nachdem die Mannschaft von Manfred Willing als Trainer übernommen wurde, für den Rest der Saison aus der DDR-Liga-Mannschaft heraus.  
Nach der Saison 1987/88 stieg die BSG Glückauf Sondershausen aus der DDR-Liga ab. Sowohl die BSG als auch Uwe Zenkner kehrten nicht mehr in den höherklassigen Fußball zurück.